# Lackschild-Uhr

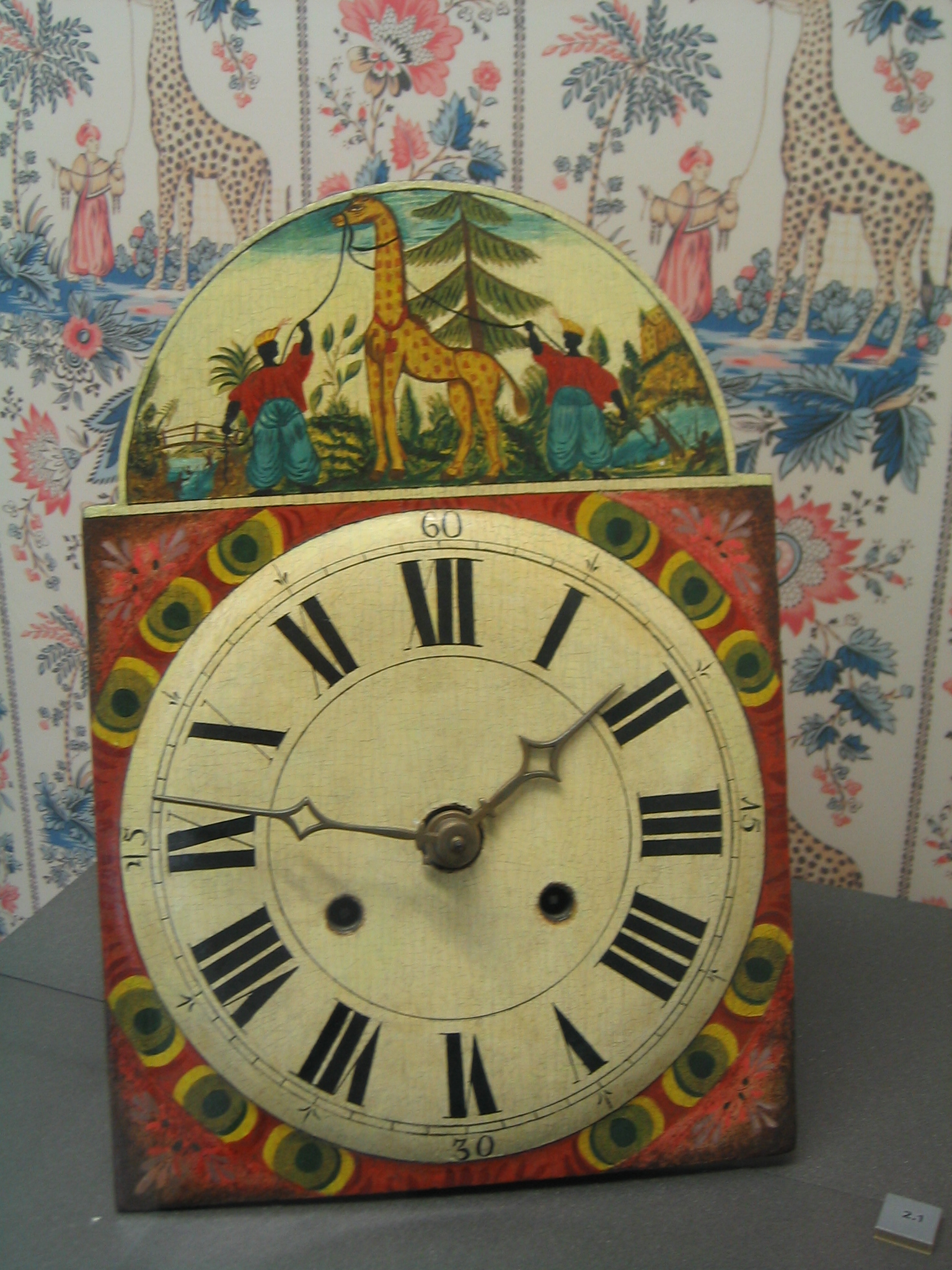
Eine Lackschilduhr mit kolonialem Motiv im Deutschen Uhrenmuseum in Furtwangen

Die Lackschild-Uhr ist eine im Schwarzwald entwickelte Uhrenform mit bemaltem, meist bogenförmigen Holzschild, die zwischen 1780 und 1880 weite Verbreitung fand. Sie ist das wohl bekannteste Zeugnis der hausgewerblichen Uhrenproduktion im Schwarzwald.

## Geschichte und Verbreitung
Ab 1770 tauchen im Schwarzwald erste bogenförmige Uhrenschilder auf, die mit Ölfarbe bemalt wurden. Es dauerte allerdings fast 30 Jahre, bis die Schwarzwälder Schildermaler Materialien und Verfahren gefunden hatten, um die Holzlackschilder ansprechend und dauerhaft zu gestalten. Der Name Lackschild rührt von der Erfindung des „trockenen Lacks“ durch Kajetan Kreuzer (1780/1790) her. Damit ist jedoch nicht, wie häufig fälschlich behauptet, der schützende Überzug der Uhrenschilder gemeint. Vielmehr gab diese Versiegelung des Kreidegrunds vor der eigentlichen Bemalung der Schilder den Uhren ihren Namen. Vor allem in der ersten Hälfte des 19. Jahrhunderts waren die Uhren mit handbemaltem Holzschild das Markenzeichen der Uhrmacherei im Schwarzwald.
Die Lackschild-Uhren wurden, wie andere Schwarzwalduhren auch, in zahlreiche Länder exportiert u. a. nach Frankreich, England und Schweden, wo die Schwarzwälder jeweils ein dichtes Netz von Niederlassungen unterhielten. Großen Absatz fanden sie aber auch in ferneren Ländern wie dem Osmanischen Reich oder Russland, von wo aus sie bis nach China gelangten.
Eine besondere Art der Schwarzwalduhr, die häufig mit Lackschildern kombiniert wurde, ist der sogenannte Schwarzwälder Surrer.
Er besitzt einen 4/4-Schlag (Grand Sonnerie) und schlägt jede Viertelstunde (erst 1-mal, dann 2-mal, 3-mal und 4-mal) und zusätzlich die aktuelle volle Stunde.
Der Name „Surrer“ bezieht sich auf das surrende Geräusch, das man besonders gut hört, wenn die Uhr eine niedrige Zahl schlägt (1 Uhr 15 Minuten), da das Hebnägelrad nach jeder Schlagfolge wieder in die Ausgangsposition gelangen muss.
Zumeist und in älteren Modellen haben diese Werke statt eines horizontalen einen vertikalen Windfang.
Diese Werke besitzen keine Schlossscheibe, was den Vorteil hat, dass die aktuelle Schlagfolge manuell wiederholt werden kann.

## Herstellung

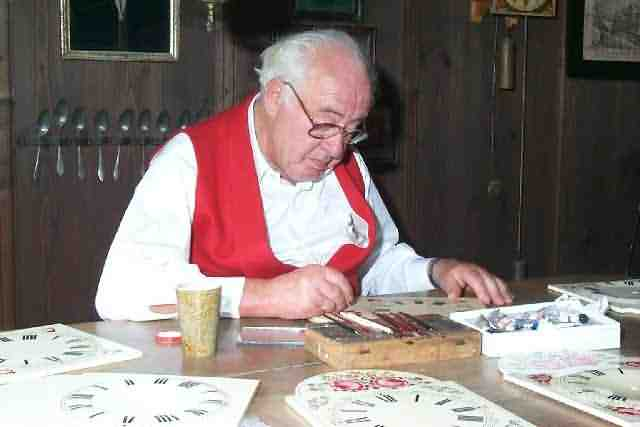
Ein Uhrenschildmaler bei der Arbeit

Das meist aus Tannenholz gefertigte Schild wurde von spezialisierten Schildmalern in Leimwasser getränkt und mit einer Grundierung aus gepulverter Kreide überzogen. Nach dem Trocknen wurden mehrere Schichten von in Terpentinfirnis gelöstem Bleiweiß aufgetragen, anschließend wurde die Scheibe erneut getrocknet und geschliffen. Mit einer Schablone wurden anschließend die Uhrenziffern aufgemalt, bevor per Hand die weiteren Dekorelemente zugefügt wurden. Zuletzt wurde ein Firnis aus in Terpentin gelöstem Schellack aufgebracht und das Schild mit einem leinölgetränkten Tuch poliert, wodurch der typische Lackschimmer entstand.
Die Lackschilduhren gibt es in sechs Größen, mit 5er-, 7er-, 9er-, 10er-, 11er- und 12er-Blatt, wobei die Zahlen die Länge oder Höhe des quadratischen Schildteils in Zoll angeben. Außerdem kann man sie nach der Zeit, nach der sie wieder aufgezogen werden müssen, unterscheiden, so gibt es 12-stündige, 24-stündige und 8-tägige Uhren, wobei Letztere etwa um 1830 aufkamen.

## Gestaltung
Für die kreative Ausarbeitung des Dekors bot sich vor allem der Schildbogen an, wo insbesondere Blumendekors, aber auch zahlreiche andere Darstellungen zu finden sind. Oft befinden sich außerdem neben dem Zifferblatt zwei oder vier Säulen; fehlen diese, wurden die Ecken meist mit Blumenmustern ausgemalt. Aufgrund des Massenabsatzes sind die Malereien selten von großer Qualität, wenngleich sich einzelne Uhrenmaler mit ihrem Können einen Namen machten. Um 1845 kamen Abziehbilder mit Landschafts- oder Städtedarstellungen auf. Die Gestaltung der Schilder folgte den Modeströmungen und griff oftmals aktuelle Ereignisse auf, so zum Beispiel ein Schild mit Giraffe und zwei „Mohrengestalten“, das aus Anlass der Ausstellung der Giraffe Zarafa durch Karl X. im Jahre 1827 gestaltet wurde.